# NGC 3057
NGC 3057 ist eine Balken-Spiralgalaxie vom Hubble-Typ SBm im Sternbild Drache. Sie ist schätzungsweise 75 Millionen Lichtjahre von der Milchstraße entfernt.
Das Objekt wurde am 26. September 1802 von Wilhelm Herschel entdeckt.